# Pousghin (Boudry)
Pour les articles homonymes, voir Pousghin.
Pousghin est une commune rurale située dans le département de Boudry de la province du Ganzourgou dans la région du Plateau-Central au Burkina Faso.

## Géographie
Pousghin est situé à environ 11 km au sud du chef-lieu Boudry et à 4 km au sud-ouest de Nédogo.

## Santé et éducation
Le centre de soins le plus proche de Pousghin est le centre de santé et de promotion sociale (CSPS) de Nédogo tandis que le centre médical avec antenne chirurgicale (CMA) le plus proche se trouve à Zorgho.